# Elena Nikolai
Elena Nikolai, eigentlich Stojanka Sawowa Nikolowa (bulgarisch Елена Николай, * 6. Februar 1905 in Zarewo; † 23. Oktober 1993 in Mailand) war eine bulgarische Opernsängerin.

## Leben
Nikolai absolvierte eine musikalische Ausbildung in den USA und in Italien. Die Mezzosopran singende Nikolai erlangte durch Gastspiele internationale Bekanntheit. Sie lebte länger in Mailand, wo sie auch starb. 
Wichtige Rollen waren die Ortrud im Lohengrin, Azucena (Troubadour), Eboli (Don Carlos) und Carmen.
Seit 2017 trägt der Nicolai Peak ihren Namen, ein Berg auf der Alexander-I.-Insel in der Antarktis.